# Bloody Knife
Bloody Knife (en dakota : Tamena Way Way ou Tamina WeWe ; en arikara : Nes I Ri Pat ou Nee si Ra Pat), né vers 1840 et mort le 25 juin 1876, est un Amérindien qui servit d'éclaireur et de guide pour le 7e régiment de cavalerie des États-Unis,. Il était l'éclaireur favori du lieutenant-colonel George Armstrong Custer.

## Biographie
Bloody Knife est né vers 1840 d'un père sioux hunkpapa et d'une mère sahnish. Il est maltraité et est victime de discrimination par les autres Sioux de son village à cause de son origine, en particulier par Gall, futur chef lakota. Lorsque Bloody Knife est adolescent, il quitte son village avec sa mère pour vivre dans la tribu sahnish. Ses frères sont tués au cours d'un raid sioux mené par Gall en 1862. Bloody Knife est employé comme coursier et chasseur pour l'American Fur Company et sert plus tard sous Alfred Sully avant de servir d'éclaireur pour George Armstrong Custer lors de plusieurs expéditions militaires. Il meurt d'une blessure par balle à la tête le 25 juin 1876 au cours de la bataille de Little Bighorn.